# Gare de Sovet
La gare de Sovet est une ancienne gare ferroviaire belge de la ligne 128, de Ciney à Yvoir, située à Sovet, section de la ville de Ciney, dans la Province de Namur en Région wallonne.

## Histoire
La section de Ciney à Spontin est inaugurée par les Chemins de fer de l'État belge le 5 juillet 1898. Une petite halte desservant le village de Sovet est mise en service simultanément près du hameau de Reuleau. Pourvue d'un bâtiment des recettes, elle ne dispose pas d'une cour à marchandises.
Fermée le 1er février 1923, elle est rouverte par la SNCB le 3 octobre 1937 avant d'être désaffectée avec l'abandon des dessertes voyageurs de la ligne 128 en 1960.
D'abord inoccupé, le bâtiment de la gare est finalement racheté par un particulier. L’association Patrimoine ferroviaire et tourisme (PFT) a remis en service cette partie de la ligne 128 mais les trains touristiques ne s'arrêtent pas à Sovet.

## Patrimoine ferroviaire
Le bâtiment des recettes de la gare de Sovet appartient au plan type 1893 dans une version réduite à sa plus simple expression : l'aile de service pour le personnel et le corps de logis, où a été installé le guichet. La façade est en pierre locale rehaussée de brique avec des linteaux en pierre plus claire surmontés d'arcs de décharge avec une charpente décorative en bois.
Les bâtiments de Dorinne-Durnal, Purnode et Évrehailles-Bauche appartiennent au même type et font recours aux mêmes matériaux mais possèdent une aile basse supplémentaire abritant le guichet, la salle d'attente et le magasin pour les petites marchandises. Braibant est assez proche mais avec un corps central différent.